# Carlo Benz
Carlo Benz (* 17. September 1957 in Stuttgart) ist ein deutscher Schauspieler, Sprecher, Moderator und Regisseur.

## Leben
Seit 1985 ist Benz Theaterschauspieler. Sein erstes Stück war Cinderella unter der Regie von Rodrigo Pérez Müffeler. Schauspielerei vor der Kamera folgte erst 2000 mit dem Film Pizza Pazza, den er zusammen mit Ayhan Yigitokur gedreht hatte.
Er spielte in der siebten Staffel von Glückliche Tage den Charakter Fernando Böhringer.

## Filmografie
- 1983: Pfarrerin Lenau
- 1985: Rachegöttinnen
- 2000: Das Brot
- 2000: PizzaPazza
- 2001: Push It!
- 2001: Im Zugzwang
- 2001: Waschtag
- 2002: Schluss mit Mudder – Dei Mudder sei Gesicht III
- 2002: Don’t believe the Hype
- 2002: Besame Mucho
- 2002: midlife!
- 2003: Glückliche Tage IV
- 2003: Push It! Der Tragödie letzter Teil
- 2004: Der Rote Kakadu
- 2004: Dirty Talk
- 2004: Nola
- 2004: Parole?
- 2005: Glückliche Tage
- 2005: Ein Fall für B.A.R.Z.
- 2005: geListet
- 2005: That Took The Biscuit
- 2005: Vorspiel
- 2005: Einmal ist keinmal
- 2006: Islamgeheimnisse
- 2006: Filmriss
- 2006: LaLeLu
- 2006: SchachMatt
- 2006: Gott ist mein Richter
- 2006: Staubtrocken
- 2006: EndlessPlazaFlashback
- 2006: 16 Jahre
- 2007: Voigtkampff
- 2007: Staatsanwalt abwärts
- 2007: Abgedreht in Stuttgart
- 2007: Todesanzeige
- 2007: Mordsspaß
- 2008: Staubtrocken
- 2008: Kidnapping
- 2008: Der Richter
- 2008: Juri
- 2008: Der Tag, an dem Herrn Müller einfach nichts einfallen wollte
- 2009: Carver
- 2009: Die neue Burg
- 2009: Abseits
- 2009: The Final Fax
- 2009: The End Fall
- 2009: Jessica
- 2009: Homo Prothetis
- 2010: Moment auf Zeit
- 2010: Himmel und Erd
- 2010: Weg durch den Park
- 2011: MATERIA